# Cabra de mar
La cabra o cabra de mar (Maja squinado) o cabrot coneguda a Menorca i a Eivissa com a cranca, és una espècie de crustaci decàpode de l'infraordre dels braquiürs.

## Taxonomia
El nom científic Maja squinado deriva del nom tradicional occità provençal de l'espècie, nom registrat per Guillaume Rondelet ja en l'any 1554.
L'espècie Maja squinado només es troba al Mediterrani. L'espècie Maja brachydactyla es troba al nord-est de l'Atlàntic, des de Guinea fins a Irlanda; fou reconeguda com a espècie separada de Maja squinado el 2008.
La cabra comparteix el gènere Maja amb l'espècie Maja crispata (Risso, 1827) o cabra petita.

## Història natural
La cabra és migratòria: la tardor és l'època de l'any en què solen canviar de lloc. En la Unió Europea està prohibit capturar-ne individus de menys de dotze centímetres de diàmetre. La seva mida màxima se situa al voltant dels vint centímetres.

## Gastronomia
Aquest cranc és molt apreciat en la gastronomia catalana; és excel·lent amb arròs perquè dona un gust molt bo al fumet. També es menja gratinat dins de la seva closca.